# フィリップ・ハレ
フィリップス・ハレまたはフィリップ・ハレ（オランダ語: Philip Galle、名は Philip、Philippe、Philips、 Filipなど様々な綴りが用いられる。 1537年 - 1612年3月）は、おもにフランドルの版画家、出版人、著作家。

## 略歴
ハールレムで生まれた。ハールレムの著述家で版画家のディルク・フォルケルツゾーン・コールンヘルト(Dirck Volkertsz. Coornhert: 1522–1590)の弟子であったとされる。1557年からアントウェルペンの版画家、出版業者のヒエロニムス・コックの出版社から版画を出版するようになった後、1563年から自ら出版を手掛けるようになった。1570年にヒエロニムス・コックが亡くなった後、コックの未亡人が出版業を続けたが出版のペースは衰え、ハレの出版社が、ネーデルランドを代表する出版社に発展することになった。ピーテル・ブリューゲルやマールテン・ファン・ヘームスケルク、フランス・フロリス、ヤン・ファン・デル・ストラートといった画家の複製版画を出版した。
美術作品だけでなく、廉価版の地図やイタリアの数学者ァブリツィオ・モルデンテの著書も出版した。
息子のコルネリス（Cornelis Galle I: 1576–1650)も版画家になり、父親の工房を継いだ。孫のコルネリス(Cornelis Galle II: 1615-1678) も出版の仕事をした。
ハレの工房で働いた画家には、ヘンドリック・ホルツィウスやジャン・バティスト・バルベらがいた。

## 作品

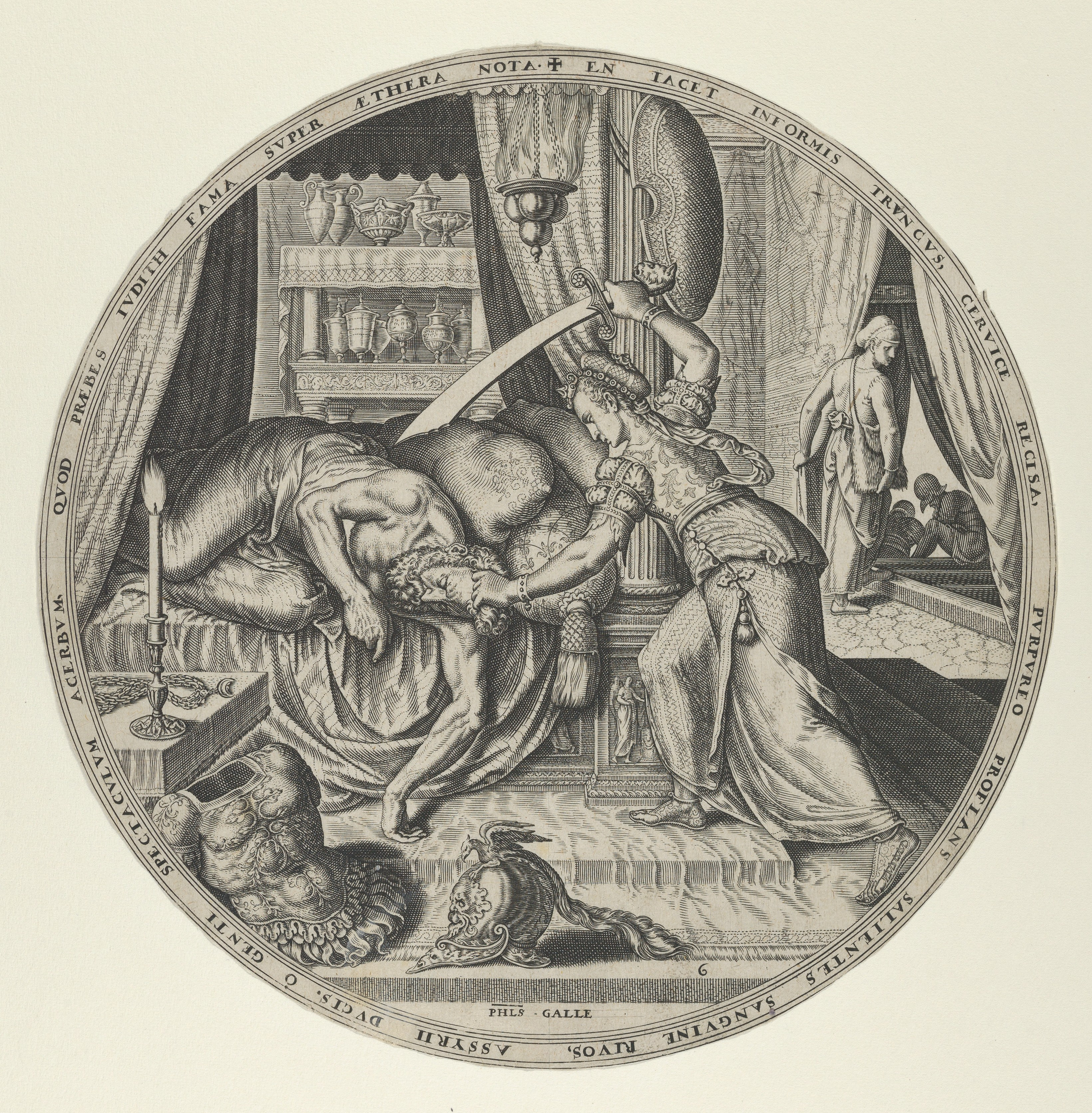
「ユディト」メトロポリタン美術館蔵
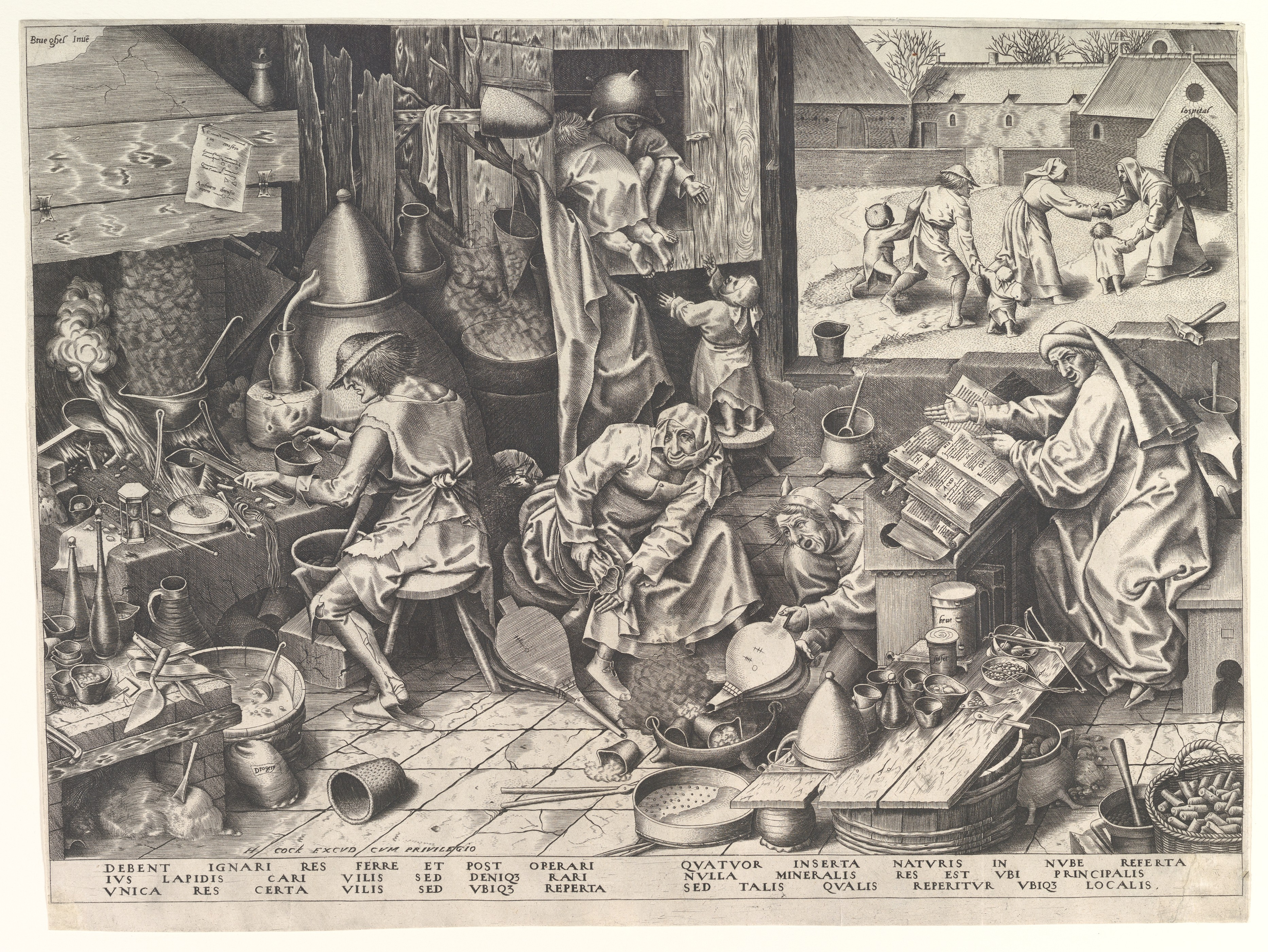
「錬金術師（ピーテル・ブリューゲルの原画による）」1558年以降
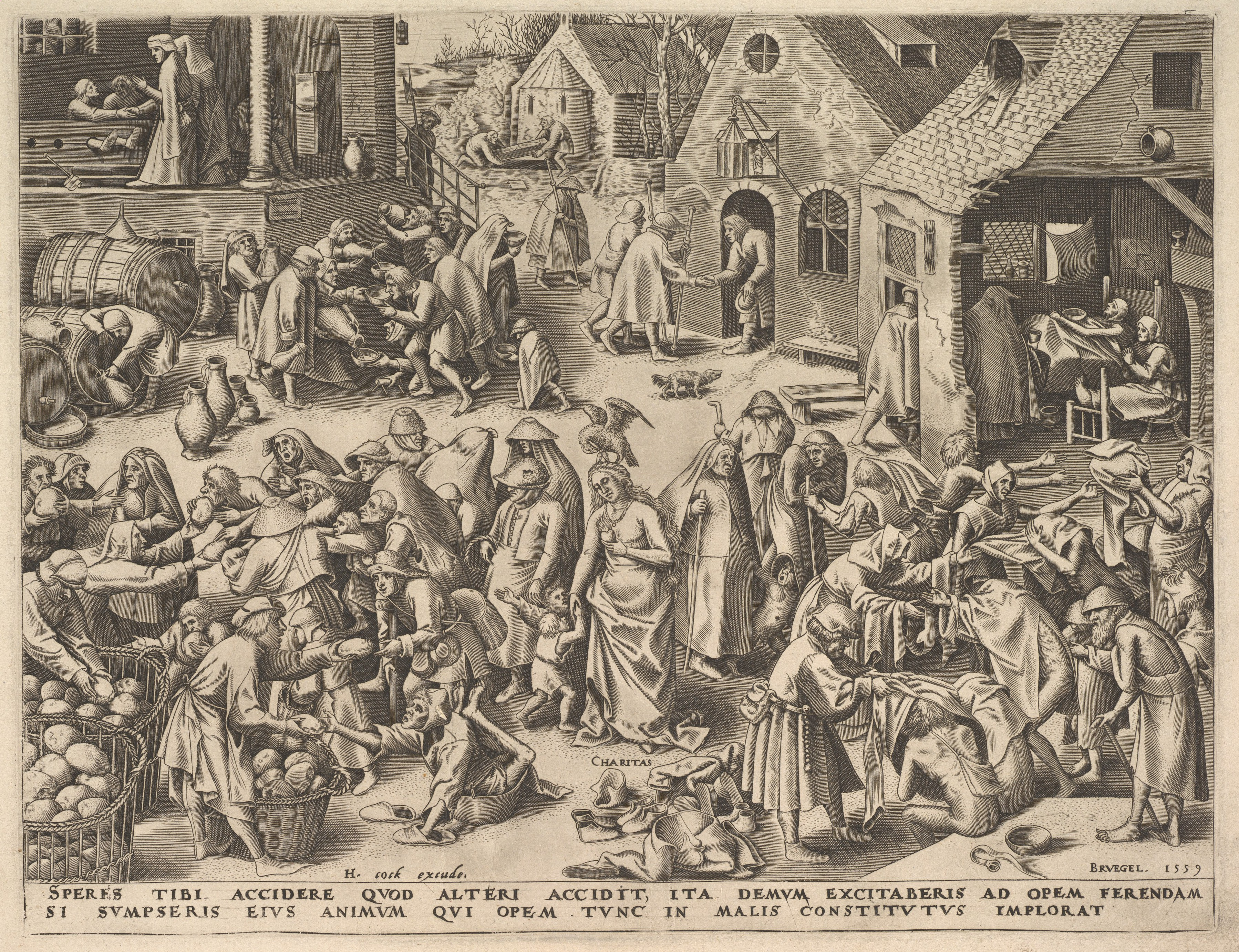
「慈愛（カリタス）（ピーテル・ブリューゲルの連作『七つの美徳』による）」1559年、メトロポリタン美術館蔵